# The Binding of Isaac: Rebirth
The Binding of Isaac: Rebirth is een remake van de dungeon crawl The Binding of Isaac, uit 2011. Het spel is ontwikkeld door Nicalis en net zoals het originele spel ontworpen door Edmund McMillen. Het spel kwam op 4 november 2014 uit voor Linux, OS X, PlayStation 4, PlayStation Vita en Windows.

## Ontwikkeling
The Binding of Isaac was ontwikkeld in Adobe Flash, wat ervoor zorgde dat extra uitbreidingen na de release van Wrath of the Lamb niet mogelijk waren door de limieten van Flash. Na een verzoek van Tyrone Rodriguez (oprichter Nicalis) aan Edmund McMillen om samen een spel te maken, leidde ertoe dat ze samen aan een 'goede' versie van The Binding of Isaac gingen werken.
The Binding of Isaac: Rebirth werd van de grond af ontwikkeld in een nieuwe C++-engine. Omdat McMillen het ontwerp van het origineel zat was, koos hij ervoor om de vectorafbeeldingen in te ruilen voor een 16 bits grafische stijl. Initieel zou de maker van de soundtrack van het originele spel, Danny Baranowsky, de oude nummers remixen. Later werd bekendgemaakt dat het Amerikaanse duo Ridiculon een compleet nieuwe, meer ambiente, compositie ging maken.
In november 2015 is er een nieuwe DLC uitgekomen voor het spel, genaamd "The Binding of Isaac: Afterbirth".

## Ontvangst
| Recensiescore       | Recensiescore |
| Recensieverzamelaar | Score         |
| ------------------- | ------------- |
| Metacritic          | PS4: 87/100   |
| Publicist           | Score         |
| Destructoid         | 10/10 (Win)   |
| Eurogamer           | 9/10 (PS4)    |
| Gamer.nl            | 8,5/10 (PS4)  |
| GameSpot            | 8/10 (Win)    |
| IGN                 | 9/10 (Win)    |
| XGN                 | 9/10 (PS4)    |

The Binding of Isaac: Rebirth is gemiddeld genomen positief ontvangen door de pers. Zo heeft het spel een gemiddelde score van tussen de 87 en 90 uit honderd op Metacritic. Het spel kreeg van Destructoid het hoogst haalbare cijfer op de site en concludeerde "Rebirth is een ongeloofelijke ervaring die niet gemist moet worden".
Gamer.nl gaf het spel een 8,5 en prees voornamelijk de gameplay herspeelbaarheid van het spel; als minpunt werd de nieuwe soundtrack vermeld.